# 延慶縣 (越南)
延慶縣（越南语：／）是越南慶和省下辖的一个县。面积336.2平方公里，2019年总人口142706人。

## 地理
延庆县东接芽庄市，西接庆永县，南接柑林县，北接宁和市社。

## 历史
延慶縣在阮主时期和阮朝屬於延慶府，當時為越南南方重鎮。境內有建於1793年的延慶城。
2007年4月11日，率新社和率吉社划归柑林县管辖。
2010年9月22日，延庆市镇被评定为四级城镇。
2020年2月11日，延平社和延禄社合并为平禄社。
2024年9月28日，越南国会常务委员会通过决议，自2024年11月1日起，延同社和延春社合并为春同社。

## 行政区划
延庆县下辖1市镇16社，县莅延庆市镇。
- 延庆市镇（Thị trấn Diên Khánh）
- 平禄社（Xã Bình Lộc）
- 延安社（Xã Diên An）
- 延田社（Xã Diên Điền）
- 延和社（Xã Diên Hòa）
- 延乐社（Xã Diên Lạc）
- 延林社（Xã Diên Lâm）
- 延富社（Xã Diên Phú）
- 延福社（Xã Diên Phước）
- 延山社（Xã Diên Sơn）
- 延新社（Xã Diên Tân）
- 延盛社（Xã Diên Thạnh）
- 延寿社（Xã Diên Thọ）
- 延全社（Xã Diên Toàn）
- 率协社（Xã Suối Hiệp）
- 率仙社（Xã Suối Tiên）
- 春同社（Xã Xuân Đồng）